# Йонатан Коен
Йонатан Коен (івр. יונתן כהן, нар. 29 червня 1996, Тель-Авів) — ізраїльський футболіст, нападник клубу «Маккабі» (Тель-Авів) і національної збірної Ізраїлю.

## Клубна кар'єра
Народився 29 червня 1996 року в Тель-Авіві. Вихованець футбольної школи місцевого «Маккабі».
У дорослому футболі дебютував 2015 року виступами на умовах оренди за «Бейтар» (Тель-Авів Рамла) у другому ізраїльському дивіхіоні, де попри юний вік отримував достатньо ігрового часу і регулярно відзначався забитими голами.
Згодом протягом двох сезонів також на умовах оренди захищав кольори «Бней-Єгуди», у складі якого був основним гравцем вже на рівні найвищої футбольної ліги країни.
Влітку 2018 року тренерський штаб його рідного «Маккабі» (Тель-Авів) повернув гравця з оренди і почав активно залучати до матчів основної команди. Вже в сезоні 2018/19 Коен взяв участь у 22 іграх, забивши 6 голів і допомігши команді виграти футбольну першість Ізраїлю. Наступного сезону, який завершився для «Маккабі» успішним захистом чемпіонського титулу, був вже не лише стабільним гравцем основного складу, але й безумовним лідером атак, ставши не лише найкращим бомбардиром тель-авівської команди з 12-ма забитими голами у чемпіонаті, але і її найкращим асистентом, записавши до свого активу 11 результативних передач.

## Виступи за збірні
Протягом 2015–2018 років залучався до складу молодіжної збірної Ізраїлю. На молодіжному рівні зіграв у 6 офіційних матчах, забив 2 голи.
2019 року дебютував в офіційних матчах у складі національної збірної Ізраїлю.

## Титули і досягнення
- Чемпіон Ізраїлю (3):

«Маккабі» (Тель-Авів): 2018-19, 2019-20, 2023-24
- Володар Кубка Ізраїлю (2):

«Бней-Єгуда»: 2016-17
«Маккабі» (Тель-Авів): 2020-21
- Володар Кубка Тото (3):

«Маккабі» (Тель-Авів): 2018-19, 2020, 2023-24
- Володар Суперкубка Ізраїлю (2):

«Маккабі» (Тель-Авів): 2019, 2020